# Isotoma
Isotoma es un género de   plantas   perteneciente a la familia Campanulaceae. Comprende 24 especies descritas y de estas, solo 14 aceptadas.

## Descripción
Son hierbas perennes que alcanza los 40 cm de altura con tallos erectos, glabros. Las hojas son elípticas o aovadas de 6-10 cm de longitud con 6,5 cm de ancho. Las flores son solitarias axilares, con pedúnculos de 4-13 cm de longitud. El fruto es una cápsula.

## Taxonomía
El género fue descrito por (R.Br.) Lindl. y publicado en Botanical Register; consisting of coloured . . . 12: t. 964. 1826. La especie tipo es: Isotoma hypocrateriformis (R.Br.) Druce	

## Especies aceptadas
A continuación se brinda un listado de las especies del género Isotoma aceptadas hasta octubre de 2013, ordenadas alfabéticamente. Para cada una se indica el nombre binomial seguido del autor, abreviado según las convenciones y usos.
- Isotoma anethifolia Summerh.
- Isotoma armstrongii E.Wimm.
- Isotoma axillaris Lindl.
- Isotoma baueri C.Presl
- Isotoma fluviatilis (R.Br.) F.Muell. ex Benth.
- Isotoma gulliveri F.Muell.
- Isotoma hypocrateriformis (R.Br.) Druce
- Isotoma luticola Carolin
- Isotoma petraea F.Muell.
- Isotoma pusilla Benth.
- Isotoma rivalis (E.Wimm.) Lammers
- Isotoma scapigera (R.Br.) G.Don
- Isotoma sessiliflora (E.Wimm.) Lammers
- Isotoma tridens (E.Wimm.) Lammers